# United Kingdom Ukulele Orchestra
The Unique Komedy Ukulele Orchestra ist eine 2009 vom Deutschen Erwin Clausen unter dem Namen The United Kingdom Ukulele Orchestra (TUKUO, UKUO) gegründete deutsche Band unter der musikalischen Leitung von Peter Moss, der 27 Jahre lang zum Kreativteam der wöchentlich ausgestrahlten satirischen Radioshow der BBC mit dem Titel „The News Huddlines“ gehörte. Die satirische und komödiantische Präsentationsform des Orchesters hat seine Wurzeln[unbelegt] in der erwähnten Radio-Satire und seiner jahrelangen Mitarbeit an dem Musical The Rocky Horror Show in London.

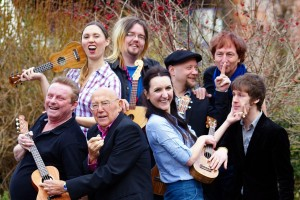
TUKUO

## Geschichte und Zusammensetzung
Das Orchester bestand zu Beginn aus Weggefährten und Freunden[unbelegt] des musikalischen Direktors, Peter Moss, die schon seit 1998[unbelegt] zusammen Ukulele gespielt hatten und wurde um weitere Spieler aus London, Glasgow, Nottingham und Edinburgh ergänzt. Im Jahr 2011 ging das Orchester auf Europa-Tournee und nahm im Jahr 2012 am Edinburgh Festival teil.[unbelegt]
Es spielte 2011 auf dem „Hamburger Kabarett-Festivals“ im St. Pauli Theater.[unbelegt]
Das Orchester besteht aus sechs bis sieben akustischen Ukulele-Spielern und einer elektrischen Bass-Ukulele. Das Repertoire der Musikgruppe erstreckt sich von Klassik über Rock, Pop und Jazz. Das Orchester arbeitet weniger mit Verfremdungen des musikalischen Materials, sondern eher mit der Herstellung eines manchmal dem Original ziemlich nahestehenden Klangbildes aus dem Rhythmus der Ukulele und einem mehrstimmigen Gesang. Spontane Überblendungen und Überleitungen von Klassik in Pop oder etwa von der Oper in Swing oder Jazz sind ebenso Bestandteile ihrer Show wie komödiantisch vorgetragene Medleys aus sehr verschiedenen Musikrichtungen und Stilen. Besondere Aufmerksamkeit gilt auch komödiantischen Ukulele-Spielern und Vorläufern aus der britischen Film- und Showgeschichte wie George Formby jr.
Das Orchester arbeitet im Jahr 2015 bei seinen Konzerten in Deutschland und USA mit der Besetzung: Lesley Cunningham, Sarah Dale, Alan Dowson, Alex Gold, Stephen Truman, Peter Baynes, Stuart Crout und Andrew Wild.
Von Beginn an unterstützt das Orchester mit seinen Konzerten das von Paul Moore in Israel gegründete Versöhnungsprojekt „Ukuleles for Peace“, bei dem israelische und palästinensische Kinder zusammen Ukulele spielen, was helfen soll, Kinder in der gespaltenen Region über das gemeinsame Musizieren friedvoll zusammenzubringen.

## Rechtsstreit
Gründungsname, Erscheinungsbild und Darbietung der Band ähnelten stark dem 1985 gegründeten Ukulele Orchestra of Great Britain (UOGB). Diese Ähnlichkeit führte zu einer gerichtlichen Auseinandersetzung, bei der das Londoner High Court feststellte, "dass das vor wenigen Jahren von Erwin Clausen in Deutschland gegründete copy cat 'The United Kingdom Ukulele Orchestra' eine unzulässige Nachahmung darstellt" und „sich an den guten Ruf und die Reputation des The Ukulele Orchestra of Great Britain angehängt“ habe. Das Gericht befand den Veranstalter der Band des passing off (englisch; wörtlich: „sich ausgeben als“) für schuldig und kam zum Schluss, er und seine Kollegen bei Yellow Promotions hätten bei der Aufstellung der Band outside honest practices (wörtlich etwa: „außerhalb ehrenhafter Praktiken“) gehandelt. Mit diesem Urteil wurde der Band auch untersagt, innerhalb Großbritanniens (dem Zuständigkeitsbereich des Gerichts) unter dem irreführenden Namen aufzutreten. Auf der überarbeiteten Webpräsenz der Band wird nun der Name „The Unique Komedy Ukulele Orchestra“ genutzt.

## Diskografie
CDs
- 2011: Live in Concert
- 2012: The Hamburg Concert
- 2013: Live in Concert

DVDs
- 2011: The Mannheim Concert
- 2012: The Hamburg Concert

## Besetzung
- Bass-Ukulele: Stephen Truman
- Ukulele/Gesang: Lesley Cunningham
- Ukulele/Gesang: Sarah Dale
- Ukulele/Gesang: Alan Dowson
- Ukulele/Gesang: Stuart Crout
- Ukulele/Gesang: Alex Gold
- Ukulele/Gesang: Peter Baynes
- Ukulele/Gesang: Andrew Wild
- Leitung: Peter Moss[10]